# 前230年
| 千纪： | 前1千纪 |
| 世纪： | 前4世纪 \| 前3世纪 \| 前2世纪                                                                                         |
| 年代： | 前260年代 \| 前250年代 \| 前240年代 \| 前230年代 \| 前220年代 \| 前210年代 \| 前200年代                               |
| 年份： | 前235年 \| 前234年 \| 前233年 \| 前232年 \| 前231年 \| 前230年 \| 前229年 \| 前228年 \| 前227年 \| 前226年 \| 前225年 |
| 纪年： | 秦王政十七年；齐王建三十五年；楚幽王八年；韓王安九年；趙幽繆王六年；魏景湣王十三年；燕王喜二十五年；衛君角十二年      |

## 大事记
- 秦滅韓之戰，秦國大將內史騰攻韓，虜韓王安，韓亡，立國174年(BC403-BC230)。以其地置潁川郡。
- 趙大饑。
- 衛元君薨，子衛君角立。
- 托勒密三世興建埃德富神廟。
- 百乘王朝从孔雀王朝分离。

## 出生
- 嬴胡亥
- 韩信

## 逝世
- 華陽太后
- 阿里斯塔克斯，古希臘天文學家，數學家。